# Sakaleona
Le Sakaleona est un fleuve du versant est de Madagascar. Il traverse d'ouest en est le district de Nosy Varika (région Vatovavy) et se jette dans l'Océan Indien près de la ville de Nosy Varika. Sur son cours se trouve la chute d'eau la plus haute de Madagascar, la cascade de Sakaleona, d'une hauteur de 200 m.